# K-ON! ORIGINAL SOUND TRACK
K-ON! ORIGINAL SOUND TRACK(케이온! 오리지널 사운드 트랙)은 TV 애니메이션 《케이온!》 시리즈의 사운드트랙이다.

## K-ON! ORIGINAL SOUND TRACK

### 개요
2009년 6월 3일에 포니캐년에서 발매되었다. 햐코쿠 하지메에 의한 사운드트랙으로, 퓨전이나 테크노가 구사된 팝의 형태를 띈다. 초회 한정판은 4인의 일러스트로 만든 사진 분위기의 카드를 포함하고 있다.
대한민국에서는 통상판의 사양으로 2011년 3월 9일에 포니캐년 코리아를 통해 발매되었다.

### 수록곡
- 일본어로 된 수록곡 제목에 대한 번역은 포니캐년 코리아의 표기를 따른다.

1. Have some tea?
2. Morning dew
3. 서둘러 서둘러!
4. 귀여운 음모
5. 두 마리 아기 고양이
6. 좋은 꿈 꿔
7. Cotton candy
8. Virtual love
9. 민들레 택배
10. 무심코 너를 위해
11. Genki!
12. 할머니의 댄스
13. The other side of evening sun
14. Dead soldiers(웃음)
15. Hold on to your love
16. Falling reinforced concrete
17. Small flashing
18. 켄타마군
19. 가벼운 농담
20. 크레이프는 어때?
21. Happy languidness
22. Emerald green
23. My hometown where it snows
24. 은세계의 아침
25. Tea at the night of Christmas
26. 아기 고양이의 연주회
27. Patrol of stroll
28. Doki Doki Friday night
29. 사과…Ringo…사과사탕
30. 15살의 마치
31. 말괄량이 3인의 딸
32. Hesitation
33. 위기 너무 좋아!
34. 드레스에 크레이프는 안 어울려?
35. 그날의 꿈
36. Happy End

## K-ON!! ORIGINAL SOUND TRACK Vol.1

### 개요
TBS 계열 TV 애니메이션 《케이온!!》의 사운드트랙. 2010년 7월 21일에 포니캐년에서 발매되었다. 보컬 트랙으로 애니메이션 제6화 '장마!'에 사용된 동요 '비오는 날' 및 제8화 '진로!'에 사용된 동요 '토끼와 거북이'등이 수록되어 있다. 또한, 초회 한정판에는 표지 일러스트를 이용한 사진 분위기의 카드를 포함하고 있다.

### 수록곡
1. One more tea?
2. 아침 햇볕을 쬐며
3. 두 명의 세계
4. Dance of pickled scallion
5. Temptation with rain
6. Tostada
7. 교토의 아침
8. Dragon God
9. 햄스터의 댄스
10. 그 날의 돌아가는 길
11. 다마무시노즈시[2]와 삼각자
12. Digital fancy doll
13. 찬성이야!
14. Tea with you
15. Reason that doesn't develop
16. Cherry's feelings
17. Worry of cherry
18. Happy rainy day
19. 비오는 날
노래 : 히라사와 유이, 히라사와 우이
TV 버전과 동일 음원으로, 앰프에 연결하지 않은 상태의 일렉트릭 기타 반주를 배경으로 노래하고 있다.
20. 토끼와 거북이
노래 : 히라사와 유이(유치원생)
제2기 8화 '진로!'에 쓰인 수록곡이다. TV 버전과 다소 차이가 있는데, TV판에서는 무반주의 아카펠라로 1절만 노래하고 있었지만, 이 트랙에서는 반주도 붙어 4절까지 노래하고 있다.

## K-ON!! ORIGINAL SOUND TRACK Vol.2

### 개요
TBS 계열 TV 애니메이션 《케이온!!》의 사운드트랙. 2010년 10월 6일에 포니캐년에서 발매되었다. 보컬 트랙으로 애니메이션 제2기 1화 '고3!'의 삽입곡인 '사쿠라가오카 여자고등학교 교가' 및 제9화 '기말고사!'에 사용된 삽입곡 '붓펜 ~볼펜~ (유이·아즈 Ver.)'등이 수록되어 있다.

### 수록곡
1. Early tea
2. My dearest Baumkuchen
3. 과자의 회전목마
4. Pasadena Fwy
5. 비·밀!
6. 타리라리란!
7. 파도 소리와 석양
8. 세피아(sepia)색의 일기
9. 튀김군
10. Hard luck girl
11. Autumn breeze with you
12. Fine rain in afternoon
13. Cherry's toy box
14. 살금살금 몰래 걷는 걸음
15. 인어의 짝사랑
16. 계단의 괴담
17. U&I ~석양이 아름다운 그 언덕에서~
18. 구름 위의 찻집
19. 붓펜 ~볼펜~ (유이·아즈 Ver.)
노래 : 유이·아즈 (히라사와 유이, 나카노 아즈사)
제 1기 최종회 '경음!'의 삽입곡이었던 곡을 편곡한 것으로, 제 2기 9화 '기말고사!'에서 히라사와 유이와 나카노 아즈사가 '유이·아즈' 그룹을 결성하고 편곡하여 작중의 연예 대회에서 불렀던 곡이다.
20. 사쿠라가오카 여자고등학교 교가
제 2기 1화 '고3!'의 삽입곡으로, 피아노 반주에 의한 사쿠라가오카 여자고등학교의 교가이다. 여기에 수록된 곡은 오리지널로서, 편곡된 락 버전은 퓨어퓨어 하트의 B사이드에 수록되어 CD로 발매되었던 적이 있다.

## 같이 보기
- 케이온!